# Філіпп Петен
Філі́пп Пете́н (фр. Philippe Pétain фр.: [filip petɛ̃]; повне ім'я — Анрі́ Філі́пп Беноні́ Оме́р Жозе́ф Пете́н (фр. Henri Philippe Benoni Omer Joseph Pétain) знаний як Маршал Петен (фр. Maréchal Pétain) та іноді як Старий Маршал (фр. le vieux Maréchal); 24 квітня 1856, Коші-а-ла-Тур, Французька імперія — 23 липня 1951, Л'Іль-д'Є, Французька республіка) — французький військовий і політичний діяч. Маршал Франції з 1918 року після завершення Першої світової війни, став відомим під прізвиськом Лев Вердена (фр. le lion de Verdun).
Під час Першої світової війни, Петен керував Французькою армією до перемоги у Верденській битві, яка тривала дев'ять місяців. Після поразки в наступі Нівеля та наступних заколотів, він став головнокомандувачем та відновив довіру до армії. Петен залишився при командуванні під час війни та був визнаний національним героєм. Під час повоєнного періоду був головою миротворчої французької армії, командував французько-іспанською операцією під час Рифської війни та був двічі міністром уряду. Під час цього періоду був відомий під прізвизьком «Старий Маршал» (фр. le vieux Maréchal).
1940 року, після поразки Франції та її окупації Німеччиною, став на шлях колабораціонізму з нацистами. Засновник та керівник (1940—1944) так званого режиму Віші (фр. régime de Vichy), впродовж чого він став найстарішим керівником Франції у віці 84 років.

## Життєпис
Народився 24 квітня 1856 року у Коші-а-ля-Тур (фр. Cauchy-à-la-Tour) у департаменті Па-де-Кале (фр. Pas-de-Calais) у селянській родині. Служив у армії з 20 років, отримав вищу військову освіту, закінчивши військову академію Сен-Сір у 1887 році та Вищу військову школу в Парижі. Із 1900 року Петен викладав тактику в Академії Генерального штабу Франції. У званні полковника він отримав командування 33-м піхотним полком в Аррасі 25 червня 1911; молодий лейтенант Шарль де Голль, який служив під ним, пізніше писав, що його «перший полковник, Петен, навчив (його) мистецтву командування». Навесні 1914 йому було доручено командувати бригадою (ще в званні полковника). На той час у віці 58 років і коли йому сказали, що він ніколи не стане генералом, Петен купив віллу для виходу на пенсію.

### Перша світова війна
Незадовго до початку Першої світової війни полковник Петен, який командував 33-м піхотним полком, подав заяву про відставку, але в міністерстві оборони її так і не розглянули.
З початком Першої світової війни Петен командував бригадою під час Прикордонної битви. З 1 вересня 1914 року — командир 6-ї піхотної дивізії, з 25 жовтня того ж року — командир 33-го армійського корпусу.
Петен уславився під час Верденської битви 1916 року. У боях за Верден успішно командував 2-ю французькою армією, зміг організувати успішну оборону фортів Вердена. Попри величезні втрати (більше 250 тисяч вояків) виграв битву.
У квітні 1917 року Петен був призначений начальником французького Генштабу, а через місяць став головнокомандувачем французьких військ на Західному фронті. Відзначився при відбитті німецького наступу навесні 1918 року і під час загального наступу армій Антанти восени 1918 року. 21 листопада 1918 року Петену було присвоєне звання Маршала Франції.
У 1920—1931 роках Петен працював віцепрезидентом Вищої військової ради. Командував французькими військами у Рифській війні; з 1929 року був членом Французької академії. З 9 лютого по 8 листопада 1934 року обіймав посаду військового міністра при уряді Гастона Думерга. У той період він був надзвичайно популярним серед народу. У 1939—1940 роках був послом в Іспанії, мав дружні особисті стосунки з диктатором країни Франсіско Франко.
17 травня 1940 року Петен призначений заступником прем'єр-міністра Поля Рейно. На цій посаді тиснув на Рейно з вимогами капітулювати перед Німеччиною. Петен вважав, що війна для Франції вже програна і необхідно добитися хоча б почесної капітуляції.
16 червня 1940 року, через 2 дні після окупації німцями Парижа, Філіпп Петен був призначений головою Ради міністрів. Активно просував ідею перемир'я з Німеччиною (фактично, капітуляції), яке й було підписано 22 червня 1940 року.

### Прихід до влади
24 жовтня 1940 року зустрівся з Адольфом Гітлером і гарантував йому повну підтримку. Відтоді Петен керував південною частиною Франції (північна була окупована німцями). Спочатку уряд Петена контролював також і колонії, але згодом вони відмовилися визнавати його владу (1940 року — Французька Екваторіальна Африка, 1941 року — Сирія й Ліван, 1942 року — Мадагаскар).
Петен — засновник режиму Віші. Він перетворив Францію на авторитарну державу із собою на чолі. Формально режим проводив дії, спрямовані на національне відродження країни — так званої Національної Революції (фр. Révolution Nationale). Фактично, він повністю задовольняв замовлення та вказівки Гітлера. Петен не намагався ліквідувати спадок Третьої республіки, адже маршал вважав, що причина поразки Франції полягала саме в «гнилому» державному устрої. Тому було скасовано ряд довоєнних законів, було змінено державні символи. Сам Петен поводився як монарх. Свої промови він починав з фрази «Ми, Філіпп Петен», мешканців країни називав «діти мої». Петен призначив своїм наступником П'єра Лаваля. На честь Петена було написано пісню Maréchal, nous voilà !, яка стала фактичним гімном вішістської Франції.
Режим протримався до 1944 року, до звільнення Франції, хоча після листопада 1942 року, коли німецькі війська окупували всю Францію, влада Петена стала майже номінальною.
15 серпня 1945 року суд визнав маршала винним у державній зраді й виніс йому смертний вирок, який не виконали через похилий вік підсудного (на той час йому було 89 років), замінивши на довічне ув'язнення на острові Йо (фр. Yeu) у Вандеї. Помер 23 липня 1951 року в лікарні в Порт-Жуанвіль (фр. Port-Joinville), куди перед самою смертю був переведений із ув'язнення.

## Оцінка діяльності
Мундири маршалів Франції Петена, Фердинанда Фоша, Жозефа Жоффра зберігаються в Музеї армії та Будинку інвалідів. Вже при житті Петен отримав від співвітчизників прізвище «Пютен» (шльондра). Ім'я Петена у Європі стало насамперед символом зради. Однак заслуги полководця в часи Першої світової війни теж не заперечуються. Портрет Петена не видалений з військового музею Парижу, хоча експозиція і зроблена по можливості скромно, і він ніколи не позбавлявся маршальського жезла попри зраду.
1966 року у 50-ту річницю битви під Верденом, генерал Шарль де Голль, тодішній президент Франції, попри протести громадськості, наказав покласти квіти на могилу свого командира.
7 листопада 2018 року президент Франції Еммануель Макрон назвав Філіппа Петена «великим солдатом», який зробив «катастрофічний вибір» під час Другої світової війни. Президент наголосив, що Петен був співучасником серйозних злочинів. Деякі французькі політики та європейські лідери засудили слова президента Франції.
Франсіс Каліфат з асоціації французьких єврейських асоціацій заявив, що був шокований словами Макрона на адресу нацистського колаборанта, який відправляв тисячі євреїв у концтабори Третього Рейху. «Єдине, що ми будемо пам'ятати про Петена, це те, що він був засуджений від імені французького народу за приниження нації», — наголосив пан Каліфат. Він назвав Петена «зрадником та антисемітом».